# Beaumont-Pied-de-Bœuf (Sarthe)
 Beaumont-Pied-de-Bœuf  es una población y comuna francesa, situada en la región de Países del Loira, departamento de Sarthe, en el distrito de La Flèche y cantón de Château-du-Loir.

## Demografía
| 675 | 627 | 533 | 459 | 429 | 474 |
| Para los censos de 1962 a 1999 la población legal corresponde a la población sin duplicidades (Fuente: INSEE [Consultar]) |     |     |     |     |     |